# Halimium
Genre
Classification APG II (2003)
Halimium est un genre qui comporte les espèces suivantes :
- Halimium alyssoides
- Halimium atriplicifolium
- Halimium commutatum
- Halimium halimifolium, hélianthème à feuille d’arroche
- Halimium lasianthum
- Halimium ocymoides
- Halimium umbellatum
- Halimium verticillatum
- Halimium viscosum